# Superfund Group

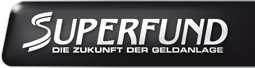
Logo Superfund

Superfund Group (dawniej Quadriga) – towarzystwo funduszy inwestycyjnych, oferujące fundusze typu Managed Futures.
Fundusze spółki są w posiadaniu co najmniej 50 000 inwestorów. Spółka została założona w 1996 roku przez Christiana Bahę w Wiedniu i zatrudnia co najmniej 430 osób. Jej biura mieszczą się w takich miastach, jak Nowy Jork, Chicago, Frankfurt, Tokio, Hong Kong, Singapur, Amsterdam, Monako, Wiedeń, Sztokholm, Dubaj, São Paulo, Montevideo, Grenada i Zurych.

## Historia
W 1995 roku Christian Baha założył firmę o nazwie Superfund. 8 marca 1996 roku Superfund Q-AG (wcześniej Quadriga AG) został wprowadzony na rynek austriacki, jako jeden z pierwszych funduszy typu Managed Futures dostępny dla inwestorów indywidualnych. W 2002 roku SEC wydało pozwolenie na działalność Superfund w Stanach Zjednoczonych.
Wszystkie fundusze Superfund wykorzystują handel algorytmiczny, opierając się na strategii podążania za trendem. Superfund wykazuje minimalne korelacje z tradycyjnymi inwestycjami, takimi jak akcje, obligacje czy nieruchomości.

## Marketing

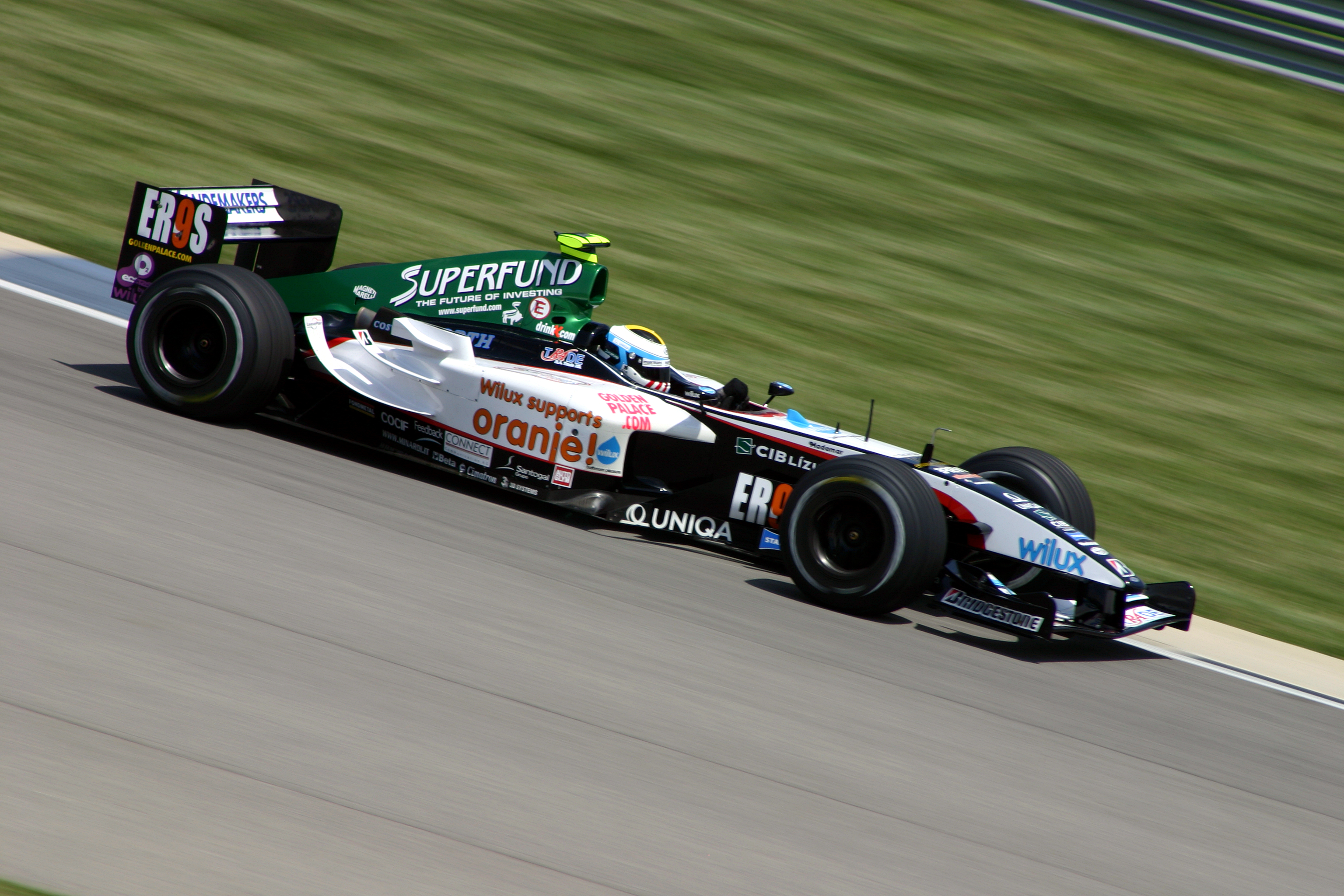
Zespół Minardi sponsorowany przez Superfund w 2004 roku

Superfund promuje swoje fundusze poprzez sponsoring instytucji kulturalnych, takich jak Wiedeńska Orkiestra Symfoniczna czy Amerykański Teatr Baletowy, a także klubów i zawodników sportowych, np. klub piłkarski Kapfenberger SV czy narciarza alpejskiego Bode Millera.
Superfund Group było zaangażowane w sporty motorowe, krótko sponsorując zespół Minardi, a następnie próbując utworzyć własną serię wyścigową, co zakończyło się niepowodzeniem. Team Superfund był jednym z kandydatów do uczestnictwa w sezonie 2010 Formuły 1.
Superfund reklamował się w CNBC.
W czerwcu 2010 roku Grupa Superfund oświadczyła, że przerywa większość działalności sponsoringowej w sporcie.